# خافيير راميريز
خافيير راميريز (بالإسبانية: Javier Ramírez Abeja)‏ (و. 1978  م) هو راكب دراجة هوائية إسباني، ولد في قرمونة.

## سباقات أو مراحل فاز بها
| التاريخ        | السباق                 | المركز                  |
| -------------- | ---------------------- | ----------------------- |
| 23 يناير 2005  | داون أندر 2005         | الخامس في التصنيف العام |
| 14 أبريل 2007  | طواف إقليم الباسك 2007 | الخامس في تصنيف الجبال  |
| 20 سبتمبر 2009 | طواف إسبانيا 2009      | السابع في تصنيف الجبال  |
| 01 يناير 2011  | طواف أندلوسيا 2011     | الفائز في ترتيب التسلق  |
| 16 مايو 2012   | طواف أذربيجان 2012     | الفائز في التصنيف العام |

## روابط خارجية
- خافيير راميريز على موقع أرشيف الدراجات (الإنجليزية)
- خافيير راميريز على موقع إحصائيات الدراجات الإحترافية (الإنجليزية)
- خافيير راميريز على موقع نسبة الدراجات (الإنجليزية)
- خافيير راميريز على موقع CycleBase (الإنجليزية)